# Pójdę pod wiatr, jak najdalej
Pójdę pod wiatr, jak najdalej – piosenka zespołu PIN i drugi singel promujący płytę Muzykoplastyka nagraną dla EMI Music Poland. 
Autorzy:
- tekst - Andrzej Lampert, Aleksander Woźniak
- muzyka - Aleksander Woźniak, Sebastian Kowol

Piosenka „Pójdę pod wiatr, jak najdalej”, podobnie jak pierwszy singiel „Niekochanie”, szybko trafiła na szczyty list przebojów wielu rozgłośni radiowych w Polsce - od Ligi Hitów w Radio Zet, przez Polskie Radio i stacje regionalne po RMF FM. 
Do piosenki powstał teledysk zrealizowany przez Grupę 13.